# Scheepswerf Bocxe

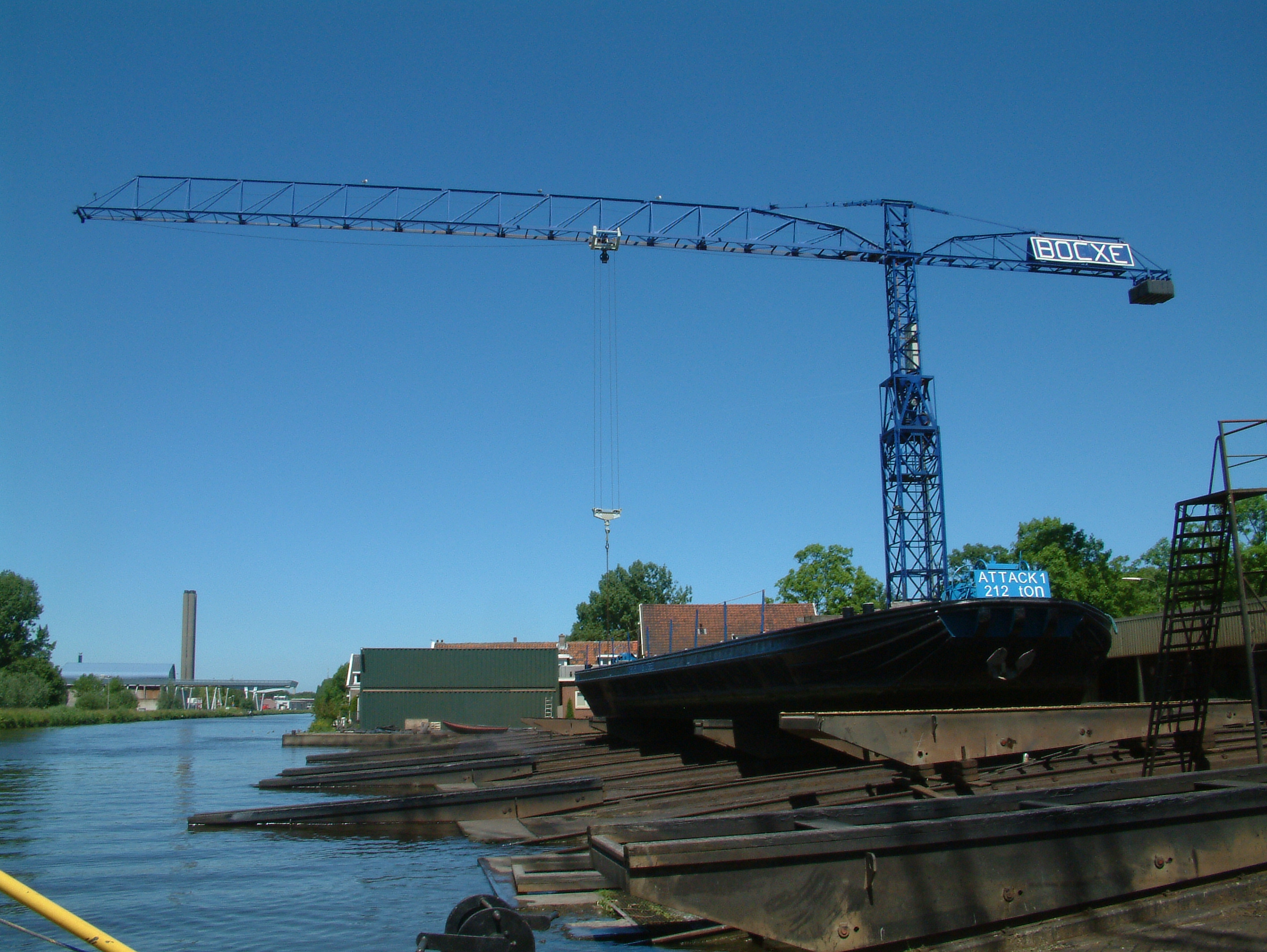
De dwarshelling

Scheepswerf Bocxe is een scheepswerf aan de Schie, tussen Rotterdam en Delft, in de Nederlandse provincie Zuid-Holland. Van 1856 tot de overname in 1988 stond deze bekend als de werf van H. Boot en Zonen. Vanaf die overname werden er door de werf veel schepen onderhouden, verlengd of anderszins aangepast. Daarnaast werden er sinds die tijd rond de 300 bedrijfs- en pleziervaartuigen gebouwd. De werf is een erkend leerbedrijf.
De laatste jaren bouwde de werf veel schepen met elektrische aandrijving. Rondvaartboten voor Amsterdam en Gouda en o.a. de bierboot in Utrecht alsmede een schip dat het huisvuil daar ophaalt.

## Geschiedenis
Bocxe zelf startte in 1821 met het overnemen van een scheepswerf in Aarlanderveen nabij Alphen aan den Rijn. In 1913 werd de werf verplaatst naar het Noordeinde in Aarlanderveen. In 1927 bouwde men een nieuwe werf aan de Hoekse Aar, een zijtak van het Aarkanaal in Ter Aar, die na het overnemen van de werf van H. Boot en Zonen in 1988 in Delft nog tot 1996 in bedrijf bleef. Per 1 januari 1997 is de werf in Ter Aar gesloten.

## Omvang en afmetingen
- Een kade van 120 meter lengte
- Een dwarshelling voor schepen tot en met 73 meter en maximaal 400 ton gewicht
- 2 Nieuwbouw loodsen, van 40 x 14 m en van 17 x14 m
- 2 Werfkranen met elk een maximaal hijsvermogen van 8 ton

## Foto's

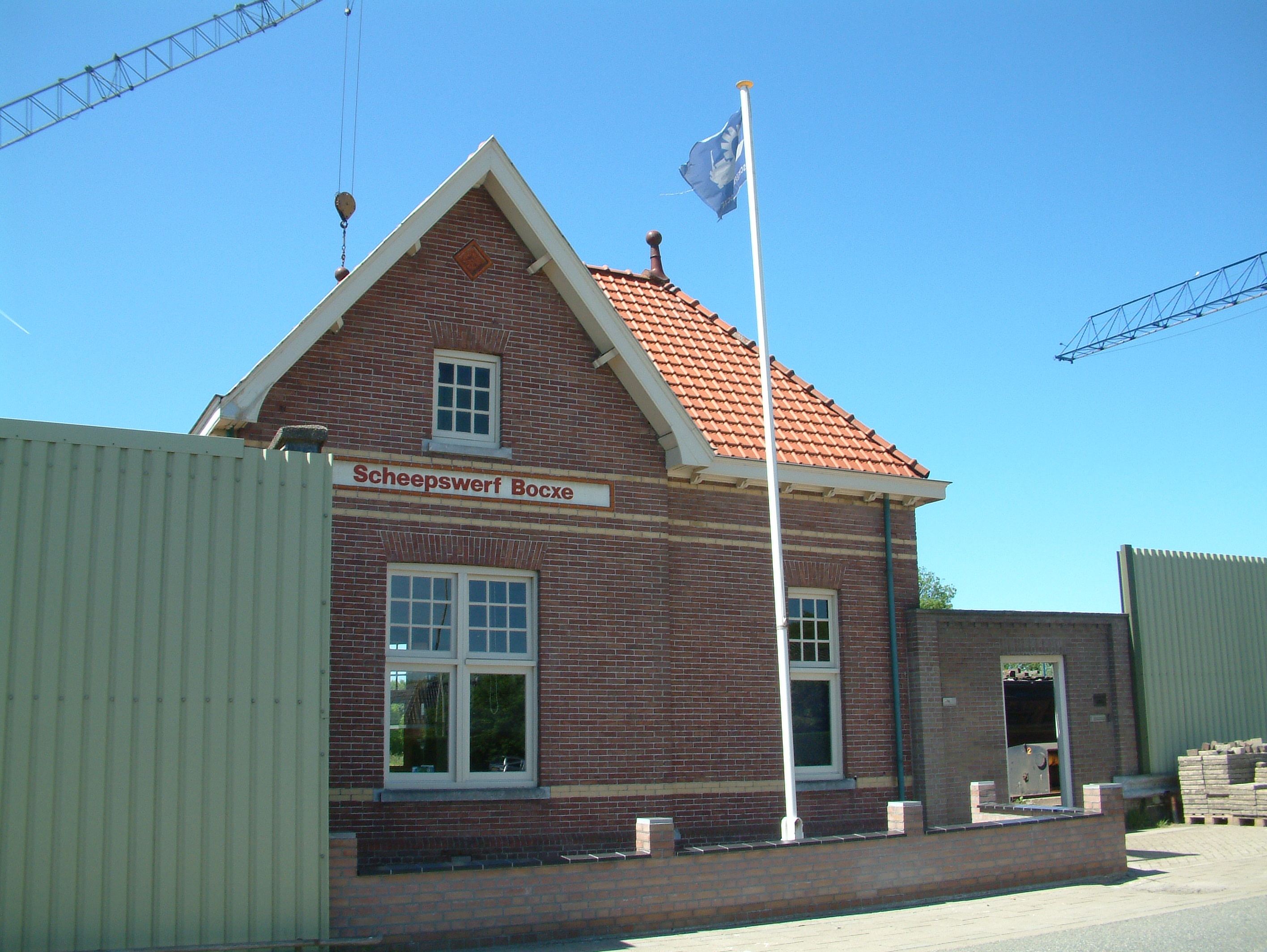
Het werfkantoor
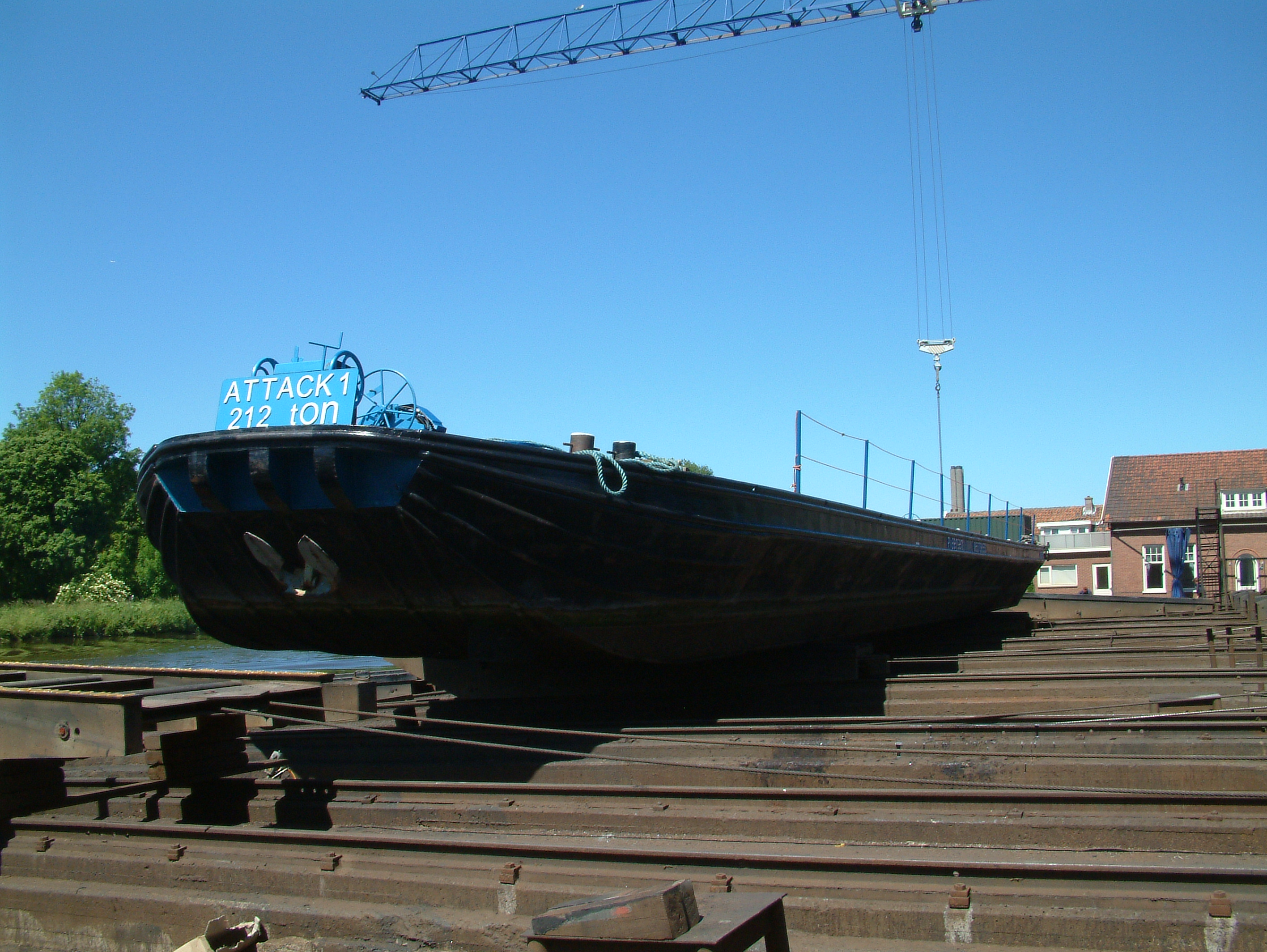
Een bak op de helling
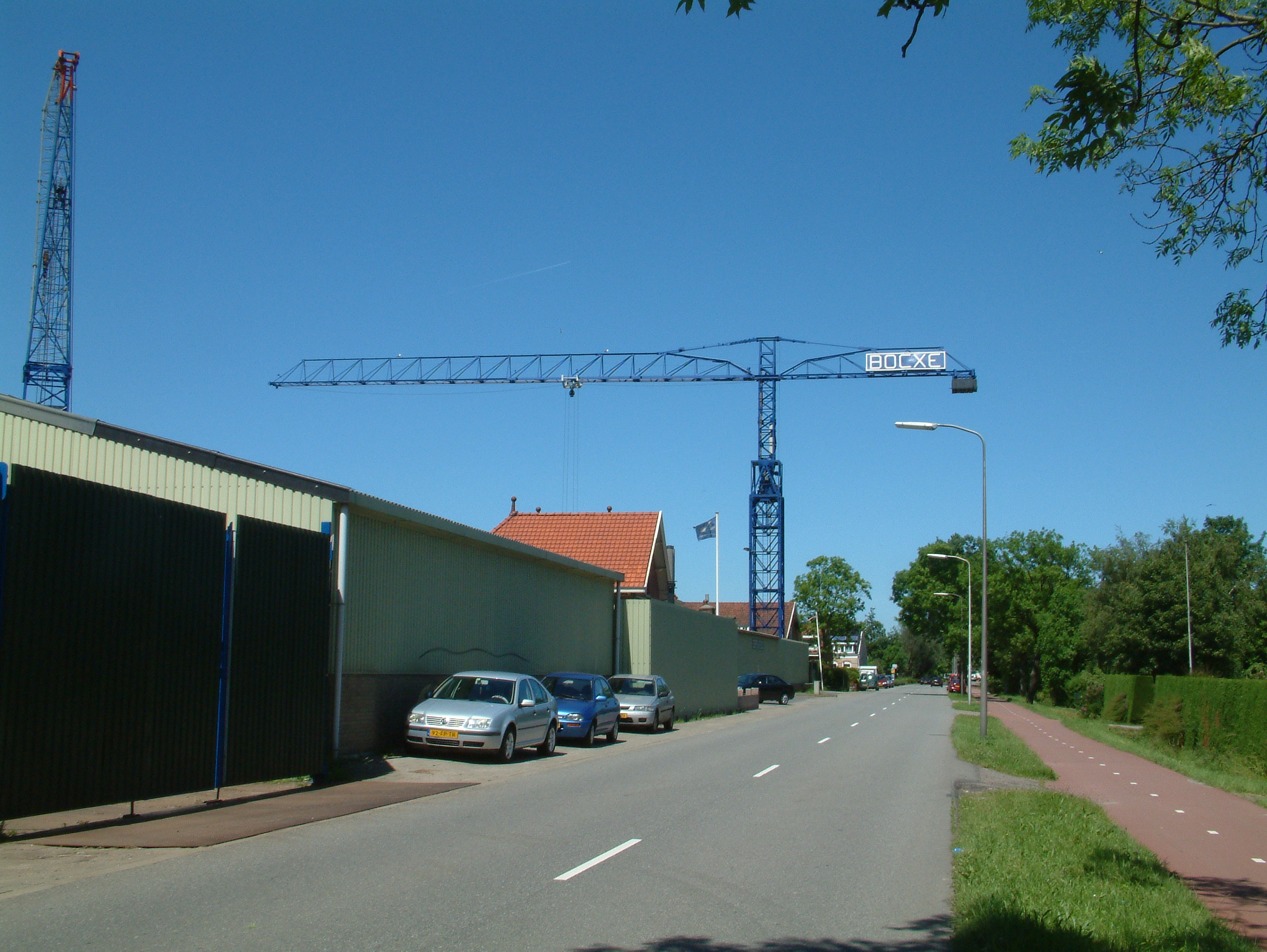
De Rotterdamseweg
- De Stella Maris in de kraan